# Giulio Broggio

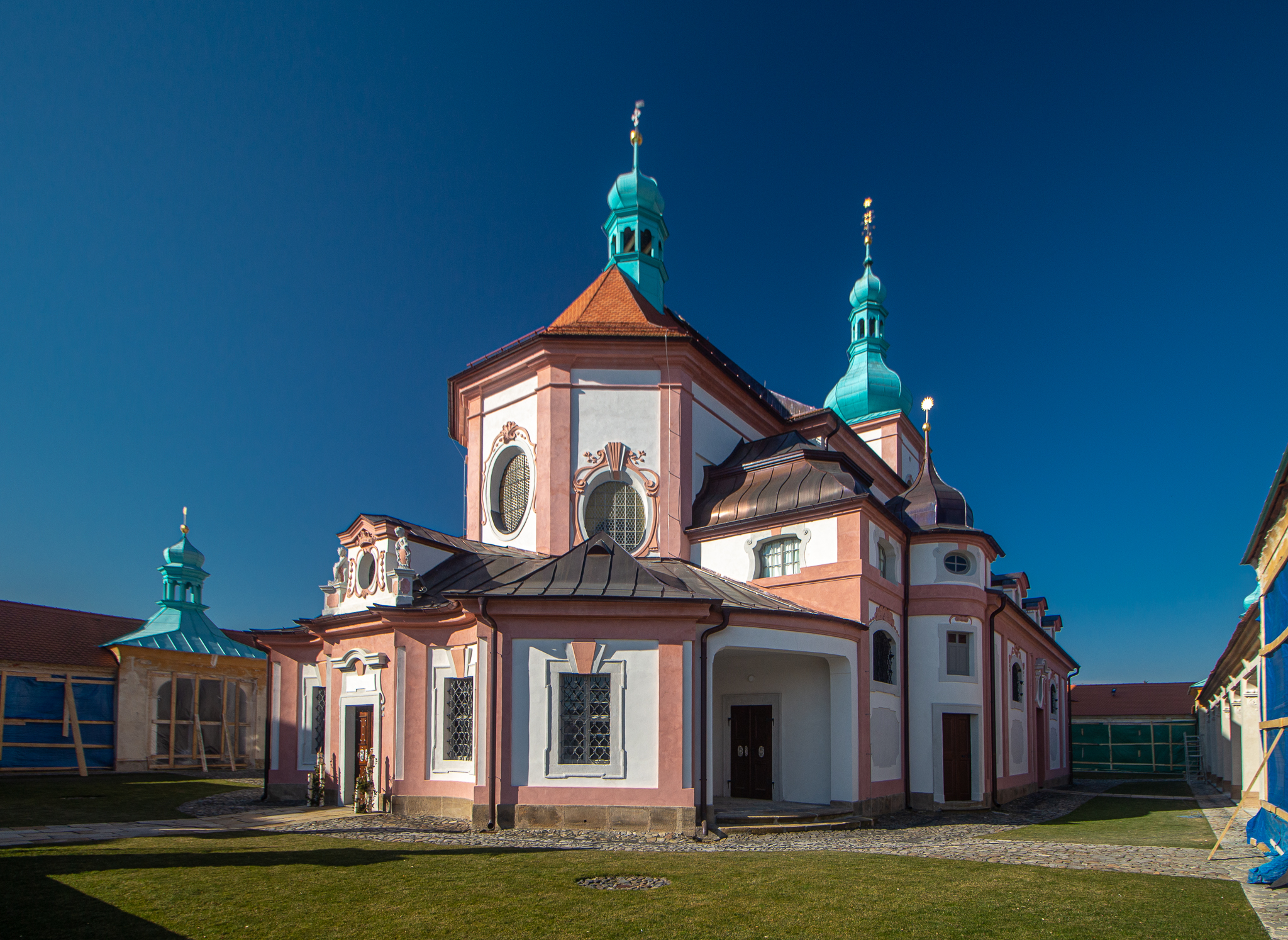
Kostel Navštívení Panny Marie v hornopolickém poutním areálu

Giulio (Julius) Broggio (25. února 1628, Itálie – 1718 nebo 15. srpna 1703, Litoměřice) byl stavitel italského původu. Nejvíce staveb postavil na Litoměřicku.

## Životopis
Rodina Broggiů pochází ze severoitalského městečka Albiolo ležící u Comského jezera v severoitalské Lombardii. Odtud měla štukatérská rodina Broggi přijít do švýcarského Rovereda v kantonu Graubünden. Z této rodiny pocházel také „Vlach“ Giulio Broggio (Broggi). Ten nebyl jediným členem tohoto rodu, který přesídlil na Litoměřicko. V Čížkovicích bydlel také jistý Johann Broži (Brozi) s manželkou Magdalénou, kterým se narodili v roce 1666 a 1667 dva synové. Oba se jmenovali Melchior, ovšem první zemřel v kojeneckém věku. Magdaléna Broži je také zaznamenána jako kmotra v lovosické matrice ještě v roce 1670. Jako kmotra je zde také zapsána roku 1668 blíže neznámá Eva „Brože“. Roku 1681 zemřel v Litoměřicích Guliu Broggiovi strýc. Z těchto záznamů lze říci, že se jednalo o celý přesídlený rod.
V roce 1658 byl Giulio Broggi přijat jako učeň litoměřického cechu zedníků a kameníků pod jménem Julio Brosch, v počeštělé formě Broži (což ovšem nemá spojitost se starým domácím rodem Brožů, jehož člen Matěj je zmiňovaný k roku 1579 jako majitel statku aj.).
Broggio se poprvé oženil v době práce na čížkovickém panství 26. února 1658 v Lovosicích s Ludmilou Mílovou-Šilbochovou (psáno též Mejlová) z Čížkovic, narozenou roku 1631. Za družbu na svatbě byl Václav Hylle z Lovosic a přítomen byl i Jan Maria Spineta z Litoměřic. Manželé měli pět dětí. Broggiova manželka snad pocházela z kamenické rodiny, protože svědkyní křtu Broggiova syna byla roku 1673 v Litoměřicích Anna Milová, žena kameníka, zřejmě příbuzná Ludmily. Příjmení Milová se totiž jinak v litoměřických matrikách nevyskytuje. Zprvu žil Broggio s rodinou v Čížkovicích, ale pobýval v místech větších staveb (Mimoň či Třebenice?). V Čížkovicích, respektive Lovosicích také nalézáme křty jeho dětí až od roku 1666. Byl zde pokřtěn Hans Jakob (kmotři pocházeli z Třebenic), dále roku 1668 Elias a v roce 1670 také Octavian Broggio.
Giulio se stal příslušníkem litoměřického cechu jako tovaryš a přesídlil do Litoměřic, kde se stal roku 1671 majitelem domu U pěti panen na náměstí. Od roku 1673 byl litoměřickým měšťanem.

## Díla a stavby Giulia Broggia
Čížkovický zámek se pravděpodobně stal prvním samostatným dílem Giulia Broggia v našem kraji. Mezi jeho díla můžeme počítat také kostel svatého Jakuba v Čížkovicích (1675–1677), který ale nedokončil. V téže době stavěl i kostel svatého Václava a zámek v Dlažkovicích (syn Octavian zámek později dokončil a rozšířil). V letech 1663–1670 se zúčastnil stavby chrámu svatého Štěpána a roku 1683–1701 biskupské rezidence v Litoměřicích. V roce 1664 přestavěl se svým zednickým mistrem Kašparem Piatem zámek v Mimoni. V roce 1684 Giulia a jeho syna Octavia pověřil litoměřický biskup Jaroslav Ignác ze Šternberka výstavbou nového poutního kostela Navštívení Panny Marie v hornopolickém areálu, dále roku 1688-1692 hřbitovní kapli svatého Františka Xaverského v Liběšicích a v Litoměřicích pohřební kapli svatého Jana Křtitele (1677) a most přes Labe se čtrnácti barokními sochami (1711).
Na žádost zákupského vévody Julia Františka začal stavět roku 1689 kostel v Horní Polici. Tamní poutní areál dostavěl z popudu a peněz zákupské vévodkyně Anny Marie Františky Toskánské roce 1725 jeho syn Octavio Broggio.

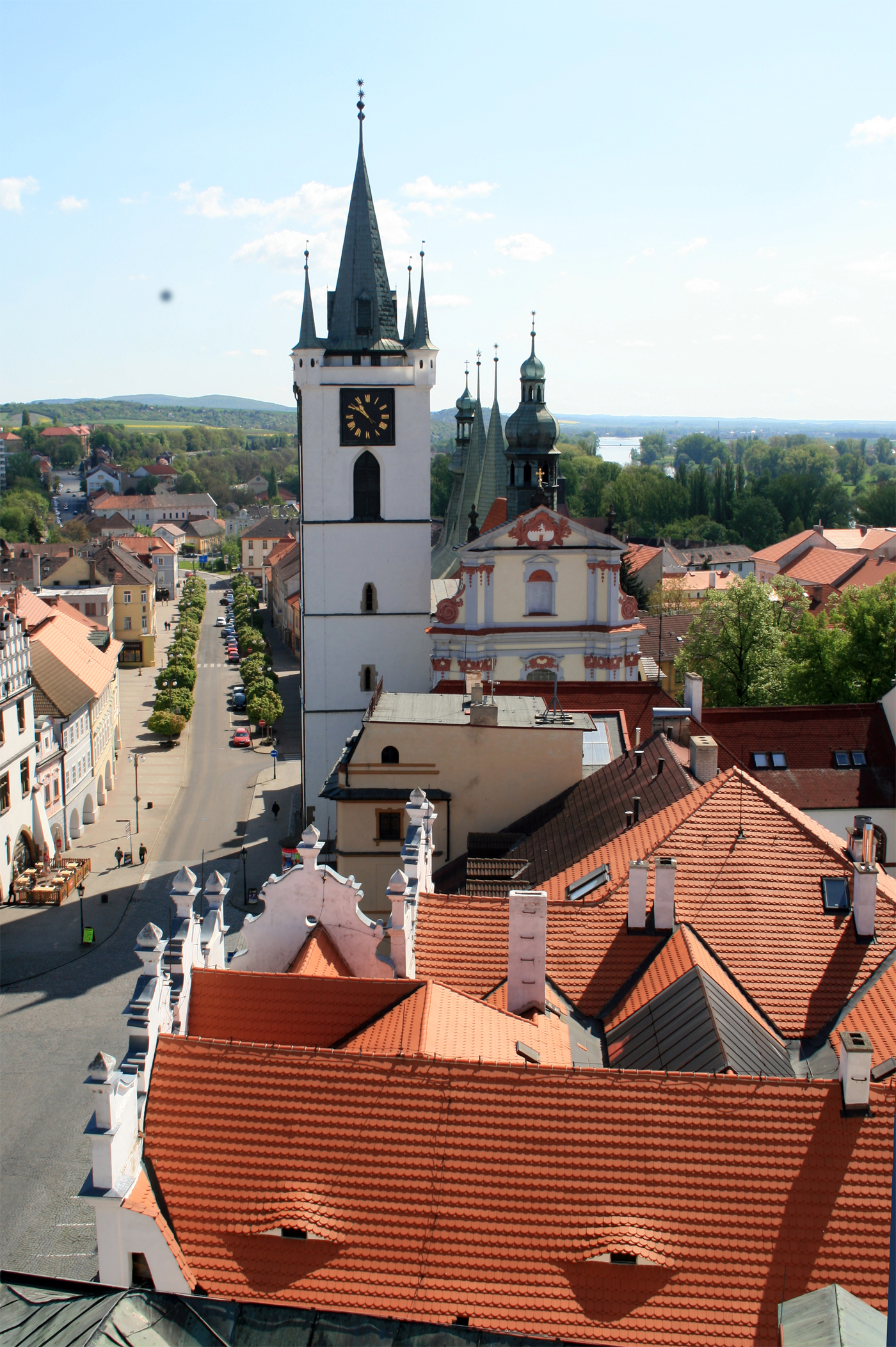
Kostel Všech svatých v Litoměřicích na jehož přestavbě se Giulio Broggio podílel. On i jeho syn Octavio Broggio jsou zde pohřbeni.

Mezi jeho významná díla patří též stavba konventu premonstrátek v Doksanech probíhající od roku 1681 a stavba poutního kostela Bolestné Matky Boží v Bohosudově z let 1701-1708. Vedl i dostavbu zámku v Ostrově a přestavbu zámku v Zákupech. Významné jsou práce celé rodiny Broggiů v Děkanském kostele Všech svatých v Litoměřicích. Giulio Broggio obnovil koncem 17. století kapli svaté Barbory a postavil kapli svatého Rocha. Jeho syn Octavio provedl barokizaci této gotické stavby v letech 1718–1719. Hlavní oltář postavil syn O. Broggia – Antonio (* 1718), zřejmě podle návrhů svého otce. Přímo v kostele jsou oba stavitelé, otec Giulio a syn Octavio Broggiovi, pohřbeni.

## Děti Giulia Broggia
- Štěpán Kristián (1. 4. 1660 – ? jako dítě v Čížkovicích)
- Zuzana (1658–1667 Čížkovice)
- Jan Jakub (2. 5. 1666 – ? Čížkovice)
- Eliáš (19.3.1668 Čížkovice – 26.12.1737 Drážďany)
- Oktavián (2. 1. 1670 Čížkovice – 24. 7. 1742 Litoměřice)